# Merluccius merluccius
A pescada (Merluccius merluccius) é um peixe do gênero Merluccius. Ao fim de décadas de exploração comercial, receia-se que esta espécie tenha sido excessivamente capturada. Embora o peso máximo seja de 11,5 kg, hoje é raro pescar indivíduos com mais de 4,9 kg. Esta espécie possui duas barbatanas dorsais; a segunda barbatana dorsal e a barbatana anal têm bases longas com pequena depressão.

Distribuídos ao longo das costas da maior parte da Europa e do Norte da África; é pescado em abundância, sendo uma espécie altamente comercializada e abundante nos mercados, atingindo um preço elevado.  Esse peixe é um dos mais utilizados na culinária espanhola.

## Outros nomes
A pescada é também conhecida pelos seguintes nomes:
Escamanta, Marmota, Marmota-branca, Marmotagrada,
Marmota-média, Morcego-do-mar, Pescada-branca, Peixota, Pescada, Pescada-branca-do-Atlântico, Pescada-comum,
Pescada-comum-do-Atlântico, Pescada-da-costa, Pescada-europeia, Pescada-de-viana, Pescada-de-vigo, Pescada-marmota, Pescada-vulgar, Pescadinha, Pescadinha-de-rabo-na-boca,, Pescadinha-marmota, Pissota.